# Sugumba
Sugumba é uma pequena cidade da comuna rural de Coningué, na circunscrição de Cutiala, na região de Sicasso ao sul do Mali.

## História
Em 1891, enviou soldados para defender Tieré do ataque do fama Tiebá Traoré (r. 1866–1893) do Reino de Quenedugu. Mais tarde, foi atacada por Babemba e seus habitantes se refugiaram na montanha de Tânio, mas os sofás os perseguiram. Tiebá solicitou ao chefe de Songuela tropas para ajudar no ataque, mas ele se recusou. Enquanto Babemba e Queletigui estiveram ocupados em campanha, Tiebá foi diariamente atacado por uma coalizão de aldeias que Sugumba participou.